# Sinoaphidius zhejiangensis
Sinoaphidius zhejiangensis är en stekelart som beskrevs av Shi och Chen 2001. Sinoaphidius zhejiangensis ingår i släktet Sinoaphidius och familjen bracksteklar. Inga underarter finns listade i Catalogue of Life.